# Onthophagus akinini
Onthophagus akinini är en skalbaggsart som beskrevs av Alexander Ferdinand Koenig 1889. Onthophagus akinini ingår i släktet Onthophagus och familjen bladhorningar. Inga underarter finns listade i Catalogue of Life.